# Álex Fito
Álex Fito   (Ciutat de Mèxic, 1972) nom artístic d'Alejandro Fito Muntaner, és un dibuixant de còmics. L'any 2000 fou proclamat autor revelació del Saló Internacional del Còmic de Barcelona.

## Biografia
Alejandro Fito va néixer a Mèxic, D. F., on el seu pare estava destinat com a corresponsal de l'Agència Efe, tornant anys després a Palma.
Estudia Belles arts a la Universitat de Barcelona, on coneix a José Miguel Álvarez, Ismael Ferrer i Albert Monteys, amb els quals formarà el grup La Penya i editarà la revista "Mondo Lirondo", premiada en el Saló Internacional del Còmic de Barcelona de 1994. El seu any de servei social substitutori el va passar a Can Gazà, una casa d'acolliment per a marginats dirigida per l'escriptor i sacerdot Jaume Santandreu.
Ja en solitari, col·labora des de 1996 a la revista infantil Tretzevents amb sèries com a Frac i Fred, L'Òscar, Galàxia 13, i Els germans Klonski, en l'obra col·lectiva Desembarc a Santa Ponça (Ajuntament de Calvià, 1997) amb guió de Rafel Vaquer i sobretot en la revista NSLM (Nosotros somos los muertos) d'Inrevés edicions, dirigida per Max i Pere Joan. Sota aquest últim segell edita l'any 1999 Raspa Kids Club, una sèrie molt influïda per l'estètica de l'il·lustrador Edward Gorey, amb la qual obté el premi al millor autor revelació en el Saló Internacional del Còmic de Barcelona de l'any 2000 i que arribarà a comptar amb tres lliuraments, titulant-se l'última Dia de morts a Mèxic. També col·laborà amb la revista Esquitx, revista adreçada al públic infantil i juvenil.
L'any 2001, realitza amb Francisco Torres Linhart Festes passades, coques menjades per l'Ajuntament de Llucmajor. En la revista El Víbora, d'Edicions La Cúpula publica entre 2002 i 2003 les sèries Cristóbal Nazareto, inspirada precisament en la figura de Jaume Santandreu, i Pequeña Bestia Parda.
Participa també en l'obres col·lectives Història de les Illes Balears en còmic (2006) i Cada dibuixant és una illa (2008).

## Obres
- 1993-1997 Mondo Lirondo (Camaleón Ediciones). Reeditada en un tom per Glénat l'any 2002.
- La gran aventura dels bessons Klonsky (Dibbuks, 2005), 46 p.
- Espina Kids (Glénat, 04/2010).